# Petar Miladin
Petar Miladin (4. lipnja 1973.) hrvatski je pravnik, sveučilišni profesor.

## Životopis

### Obrazovanje
Diplomirao je pravo na Pravnom fakultetu u Zagrebu Na istom je fakultetu magistrirao na Poslijediplomskom znanstvenom studiju iz trgovačkog prava i prava društava obranivši 1999. magistarski rad Bankarska tajna i bankarsko obavještavanje, a 2005. i doktorirao obranivši disertaciju Plaćanje doznakom.
2005.

### Karijera
Na Pravnom fakultetu Sveučilišta u Zagrebu bio je mlađi asistent od 1997., asistent od 1999., viši asistent pa docent od 2005., a od 2009. izvanredni profesor, te prodekan. Predaje i na Ekonomskom fakultetu Sveučilišta u Splitu
Izabran je za člana Nadzornog odbora Podravke d.d. u rujnu 2010. godine.